# Německé volby do říšského sněmu 1936
Německé federální volby konané 29. března 1936 byly druhými volbami do říšského sněmu po převzetí moci nacisty v Německu. Byly spojené s referendem žádající souhlas s vojenským obsazením Porýní. K dispozici byla pouze jediná kandidátka, na které figurovali kandidáti NSDAP a několik nestraníků. Byly to první volby po schválení tzv. Norimberských zákonů, které mimo jiné upřely volební právo Židům.

## Předcházející události
Nacisté po převzetí moci v lednu 1933 začali rychle upevňovat moc. Eliminovali odpůrce z levé části politického spektra (komunisty a sociální demokraty). Ve volbách v listopadu 1933 již byla k dispozici pouze jedna kandidátka s kandidáty NSDAP. Po odstranění vnějších odpůrců nechal Hitler zlikvidovat i protivníky uvnitř strany. V červnu 1934 proběhla tzv. Noc dlouhých nožů, při které byli povražděni vojenští velitelé SA a několik významných konzervativních politiků. V srpnu 1934 zemřel prezident Hindenburg. Hitler nechal sloučit na základě souhlasu v referendu (90 % pro sloučení) posty kancléře a prezidenta a nechal se jmenovat Vůdcem.
Dalším krokem byla armáda. Německá generalita se nikdy nesmířila s porážkou v první světové válce a potupnou mírovou smlouvou, takže nacisté po eliminování velitelů SA neměli s ovládnutím vojska velké problémy. V březnu 1935 byla dokonce obnovena branná povinnost. Na začátku roku 1935 proběhl v Sársku plebiscit o připojení k Německu, který dopadl v německý prospěch. Dalším výrazným úspěchem nacistů bylo obsazení Porýní německou armádou. Špatně vyzbrojené a chaoticky organizované německé jednotky vstoupily 7. března 1936 do demilitarizované zóny, ale nesetkali se s žádným odporem. Francie a Velká Británie nepodnikli žádnou akci.

## Volby
Jednotná volební kandidátka obsahovala 722 členů NSDAP a 19 nestraníků. Všichni byli muži. Poprvé od znovuzačlenění se hlasovalo i v Sársku. Volební účast byla, tak jako ve volbách v roce 1933, velmi vysoká, 99 %. Norimberské zákony odebraly právo hlasovat Židům. Dalším opatřením bylo nařízení považovat prázdné lístky (tj. bez zaškrtnuté kolonky ano) za lístky schvalující kandidátku. Volič musel lístek výrazně počmárat, aby byl považován za neplatný. Počet hlasů proti režimu klesl z 3,3 miliónu v roce 1933 na pouhého půl milionu v roce 1936. Pro nacistickou kandidátku hlasovalo 98,8 % voličů. Sněm se poprvé sešel 30. ledna 1937 a Hermann Göring byl znovu zvolen prezidentem sněmu. Celý sněm se od svého zvolení sešel pouze třikrát.

### Výsledky
| Politická strana                                      | Procento hlasů | Procento hlasů |
| ----------------------------------------------------- | -------------- | -------------- |
| Národně socialistická německá dělnická strana (NSDAP) | 98,8 %         | 44 462 458     |
| Neplatné hlasy                                        | 1,2 %          | 540 244        |
| Celkem                                                | 100,0%         | 45 002 702     |